# Vågspett
Vågspett (Celeus undatus) är en fågel i familjen hackspettar inom ordningen hackspettartade fåglar.

## Utseende
Vågspetten är en typisk medlem av släktet Celeus, en medelstor hackspett med spretig tofs och helt roströd fjäderdräkt. Svarta fjäderspetsar ger ett tvärbandad utseende ovan och fjälligt under. Könen är lika förutom att hanen har ett rött mustaschstreck. Amazonspetten saknar i stort svarta teckningar.

## Utbredning och systematik
Vågspett delas in i sju underarter med följande utbredning:
- C. u. amacurensis – nordöstra Venezuela
- C. u. undatus – östra Venezuelas anslutning till Guyanaregionen och nordöstra Brasilien
- C. u. multifasciatus – nordöstra Brasilien söder om Amazonfloden
- C. g. verreauxii – östra Ecuador och angränsande nordöstra Peru
- C. g. grammicus – sydöstra Colombia och södra Venezuela till nordöstra Peru och västra Brasilien; även Franska Guyana
- C. g. subcervinus – centrala Brasilien
- C. g. latifasciatus – från sydöstra Peru till norra Bolivia och sydvästra Brasilien

## Levnadssätt
Vågspetten hittas i högväxta låglänta skogar. Där ses den enstaka eller i par.

## Status
IUCN kategoriserar arten som livskraftig.